# Saint-Geniès-de-Varensal
Pour les articles homonymes, voir Saint-Geniès.
Saint-Geniès-de-Varensal est une commune française située dans l'ouest du département de l'Hérault, en région Occitanie.
Exposée à un climat méditerranéen, elle est drainée par le Bouissou et par divers autres petits cours d'eau. Incluse dans le parc naturel régional du Haut-Languedoc, la commune possède un patrimoine naturel remarquable : un site Natura 2000 (les « crêtes du Mont Marcou et des Monts de Mare ») et cinq zones naturelles d'intérêt écologique, faunistique et floristique.
Saint-Geniès-de-Varensal est une commune rurale qui compte 216 habitants en 2022.

## Géographie

### Localisation
Commune de l'Hérault, frontalière avec le département de l'Aveyron, Saint-Geniès-de-Varensal  se trouve dans le territoire du parc naturel régional du Haut-Languedoc.
Elle est arrosée par la rivière du Bouissou.

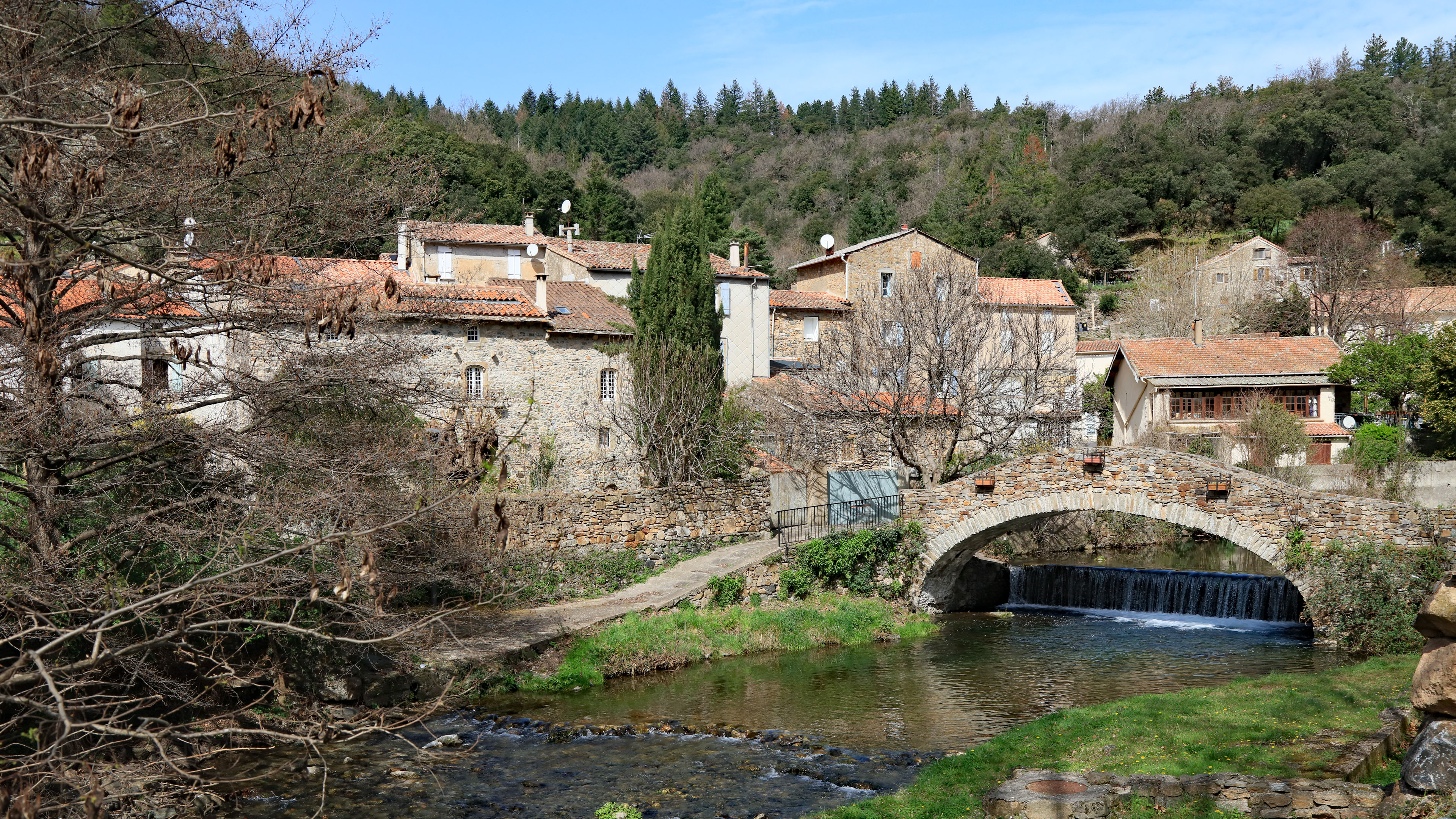
Hameau de Plaisance.

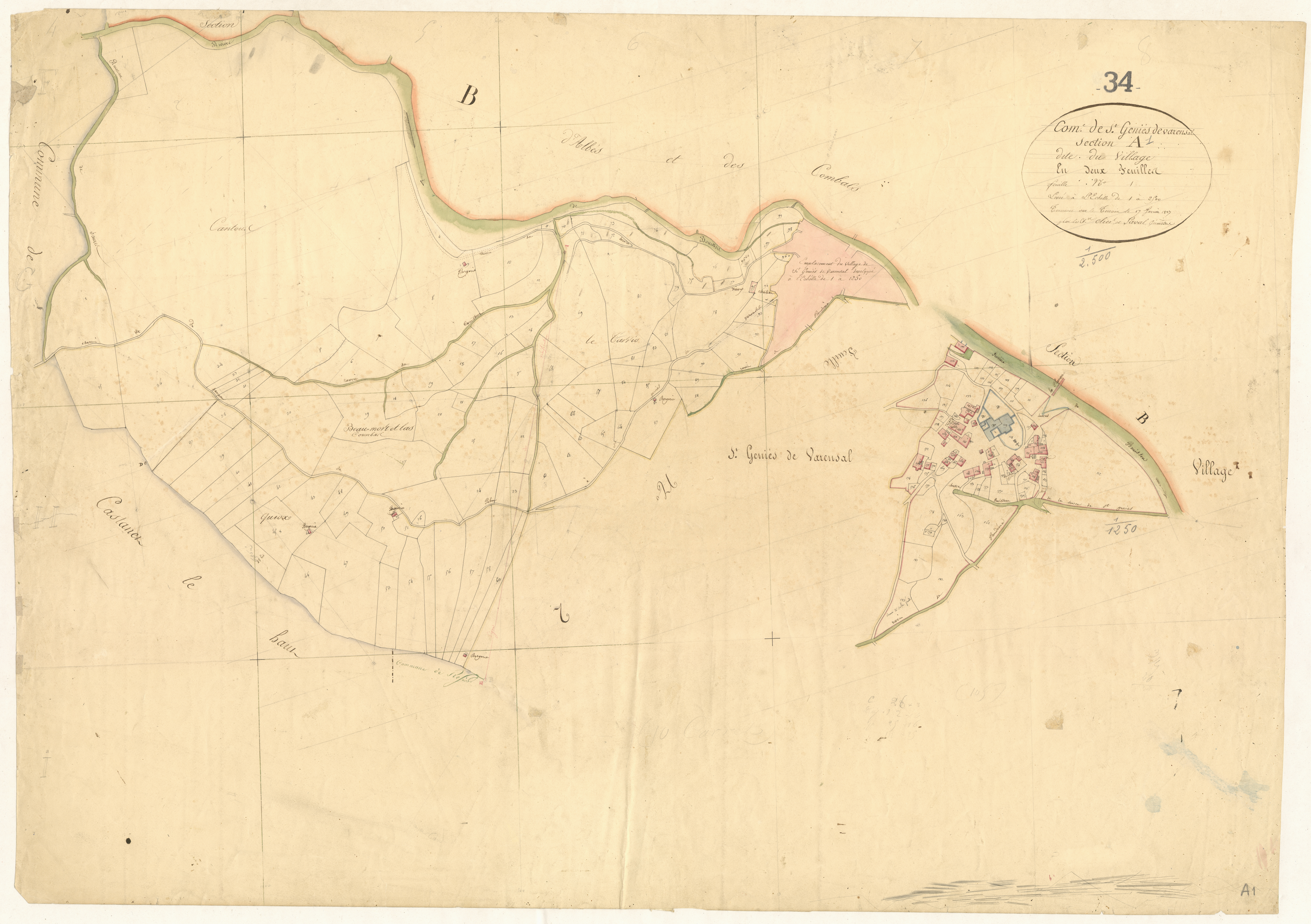
Cadastre napoléonien : section A1 du Village (1827).

### Communes limitrophes
Les communes limitrophes sont Mélagues, Castanet-le-Haut, Saint-Gervais-sur-Mare et Rosis.
|                            | Mélagues (Aveyron)       |                                  |
| Castanet-le-Haut (Hérault) | Saint-Geniès-de-Varensal | Saint-Gervais-sur-Mare (Hérault) |
|                            | Rosis (Hérault)          |                                  |

### Hameaux
- Albes (qui faisait partie de la commune de Saint-Gervais-Terre jusqu'en 1827)
- Plaisance
- les Combals
- Olquette (ferme aujourd'hui en ruine)
- Peyremale
- Sals

### Climat
Pour des articles plus généraux, voir Climat de l'Occitanie et Climat de l'Hérault.
En 2010, le climat de la commune est de type climat du Bassin du Sud-Ouest, selon une étude s'appuyant sur une série de données couvrant la période 1971-2000. En 2020, Météo-France publie une typologie des climats de la France métropolitaine dans laquelle la commune est exposée à un climat méditerranéen et est dans la région climatique  Provence, Languedoc-Roussillon, caractérisée par une pluviométrie faible en été, un très bon ensoleillement (2 600 h/an), un été chaud (21,5 °C), un air très sec en été, sec en toutes saisons, des vents forts (fréquence de 40 à 50 % de vents > 5 m/s) et peu de brouillards.
Pour la période 1971-2000, la température annuelle moyenne est de 12,1 °C, avec une amplitude thermique annuelle de 15,4 °C. Le cumul annuel moyen de précipitations est de 1 282 mm, avec 9,7 jours de précipitations en janvier et 3,9 jours en juillet. Pour la période 1991-2020, la température moyenne annuelle observée sur la station météorologique la plus proche, située sur la commune de Castanet-le-Haut à 3 km à vol d'oiseau, est de 12,9 °C et le cumul annuel moyen de précipitations est de 1 687,9 mm,. Pour l'avenir, les paramètres climatiques de la commune estimés pour 2050 selon différents scénarios d'émission de gaz à effet de serre sont consultables sur un site dédié publié par Météo-France en novembre 2022.

### Milieux naturels et biodiversité

#### Espaces protégés
La protection réglementaire est le mode d’intervention le plus fort pour préserver des espaces naturels remarquables et leur biodiversité associée,.
Un  espace protégé est présent sur la commune : 
le parc naturel régional du Haut-Languedoc, créé en 1973 et d'une superficie de 307 184 ha, qui s'étend sur 118 communes et deux départements. Implanté de part et d’autre de la ligne de partage des eaux entre Océan Atlantique et mer Méditerranée, ce territoire est un véritable balcon dominant les plaines viticoles du Languedoc et les étendues céréalières du Lauragais,.

#### Réseau Natura 2000

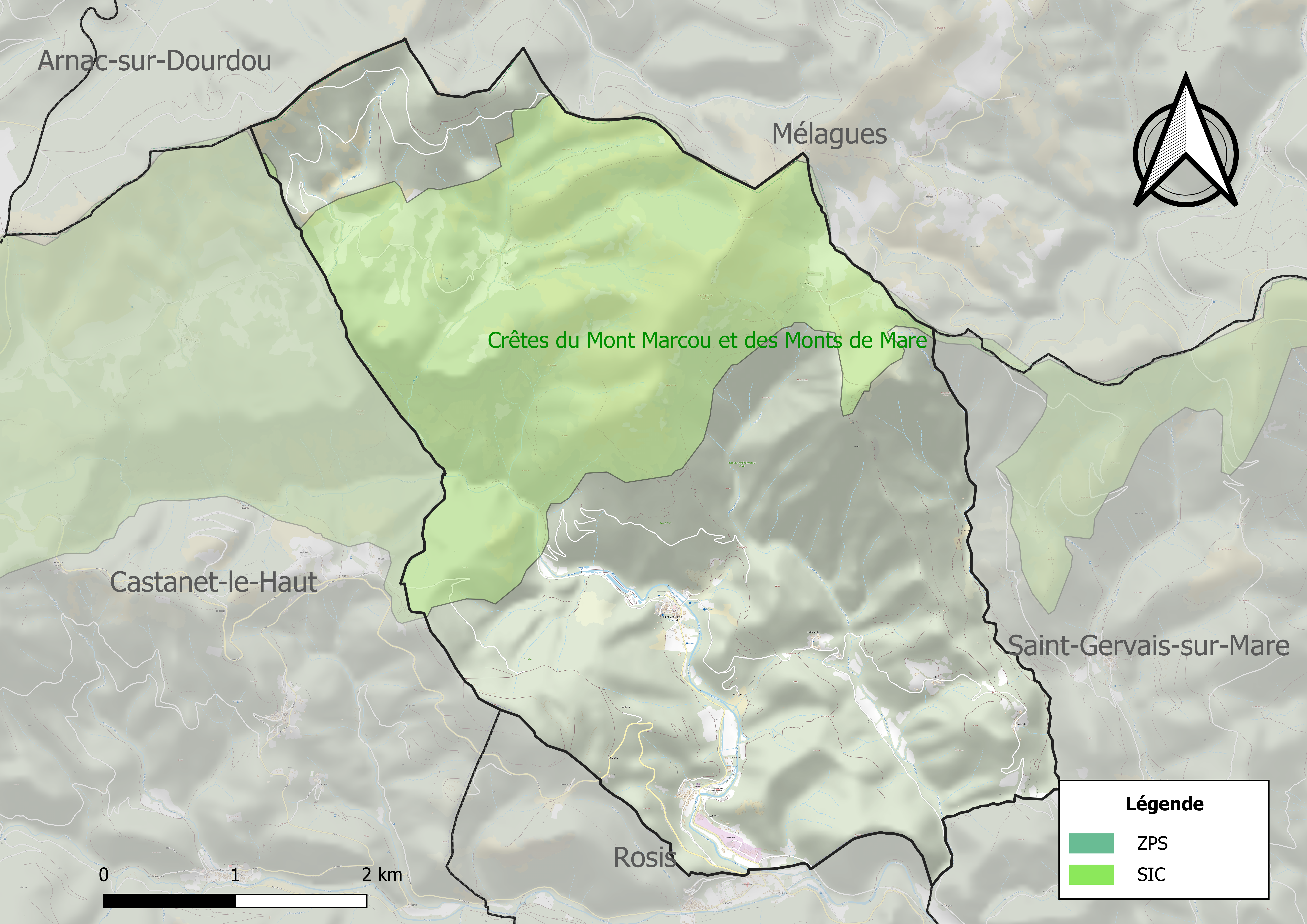
Site Natura 2000 sur le territoire communal.

Le réseau Natura 2000 est un réseau écologique européen de sites naturels d'intérêt écologique élaboré à partir des directives habitats et oiseaux, constitué de zones spéciales de conservation (ZSC) et de zones de protection spéciale (ZPS).
Un site Natura 2000 a été défini sur la commune au titre de la directive habitats : les « crêtes du Mont Marcou et des Monts de Mare », d'une superficie de 1 481 ha, abritant quatre espèces de chauves-souris d'intérêt communautaire (Rhinolophus ferrumequinum, R. hipposideros, Miniopterus schreibersi), et plus particulièrement le Minioptère de Schreibers.

#### Zones naturelles d'intérêt écologique, faunistique et floristique
L’inventaire des zones naturelles d'intérêt écologique, faunistique et floristique (ZNIEFF) a pour objectif de réaliser une couverture des zones les plus intéressantes sur le plan écologique, essentiellement dans la perspective d’améliorer la connaissance du patrimoine naturel national et de fournir aux différents décideurs un outil d’aide à la prise en compte de l’environnement dans l’aménagement du territoire.
Quatre ZNIEFF de type 1 sont recensées sur la commune :
- les « crêtes du Mont Cabane au Mont Marcou » (484 ha), couvrant 4 communes dont une dans l'Aveyron et trois dans l'Hérault[16] ;
- les « falaises d'Orques » (293 ha), couvrant 2 communes du département[17] ;
- la « forêt de Melagues et montagne du Ferio » (1 306 ha), couvrant 3 communes dont deux dans l'Aveyron et une dans l'Hérault[18] ;
- les « Pont de la Mouline, vallée du Dourdou d'Arnac à Brusque, forêts du Haut-Dourdou, du Mayni et de Saint-Thomas » (2 606 ha), couvrant 6 communes dont trois dans l'Aveyron, deux dans l'Hérault et une dans le Tarn[19] ;

et une ZNIEFF de type 2, : 
les « crêtes du Mont Marcou et des Monts de mare » (3 441 ha), couvrant 7 communes dont une dans l'Aveyron et six dans l'Hérault.

Carte des ZNIEFF de type 1 et 2 à Saint-Geniès-de-Varensal.
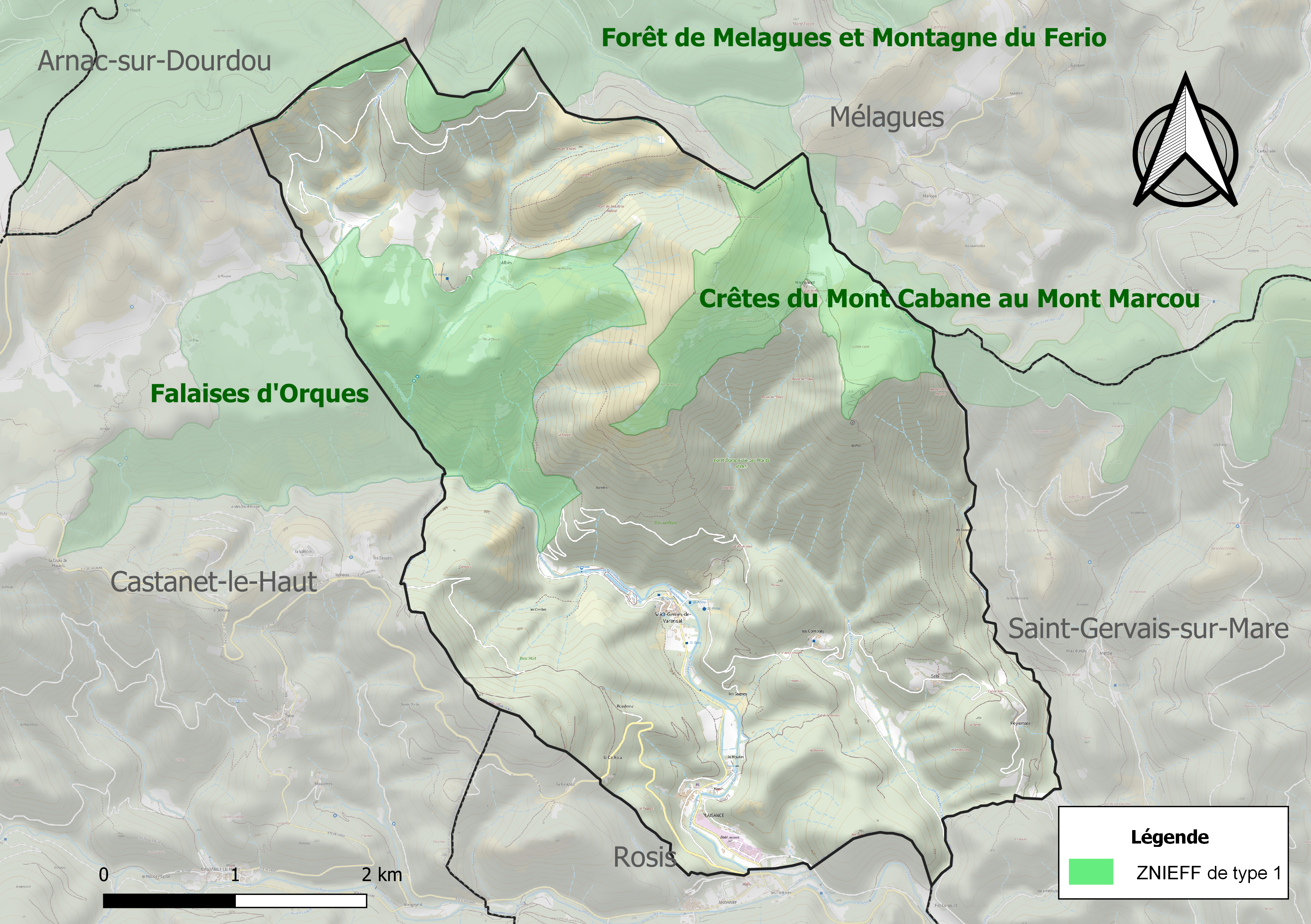
Carte des ZNIEFF de type 1 sur la commune.
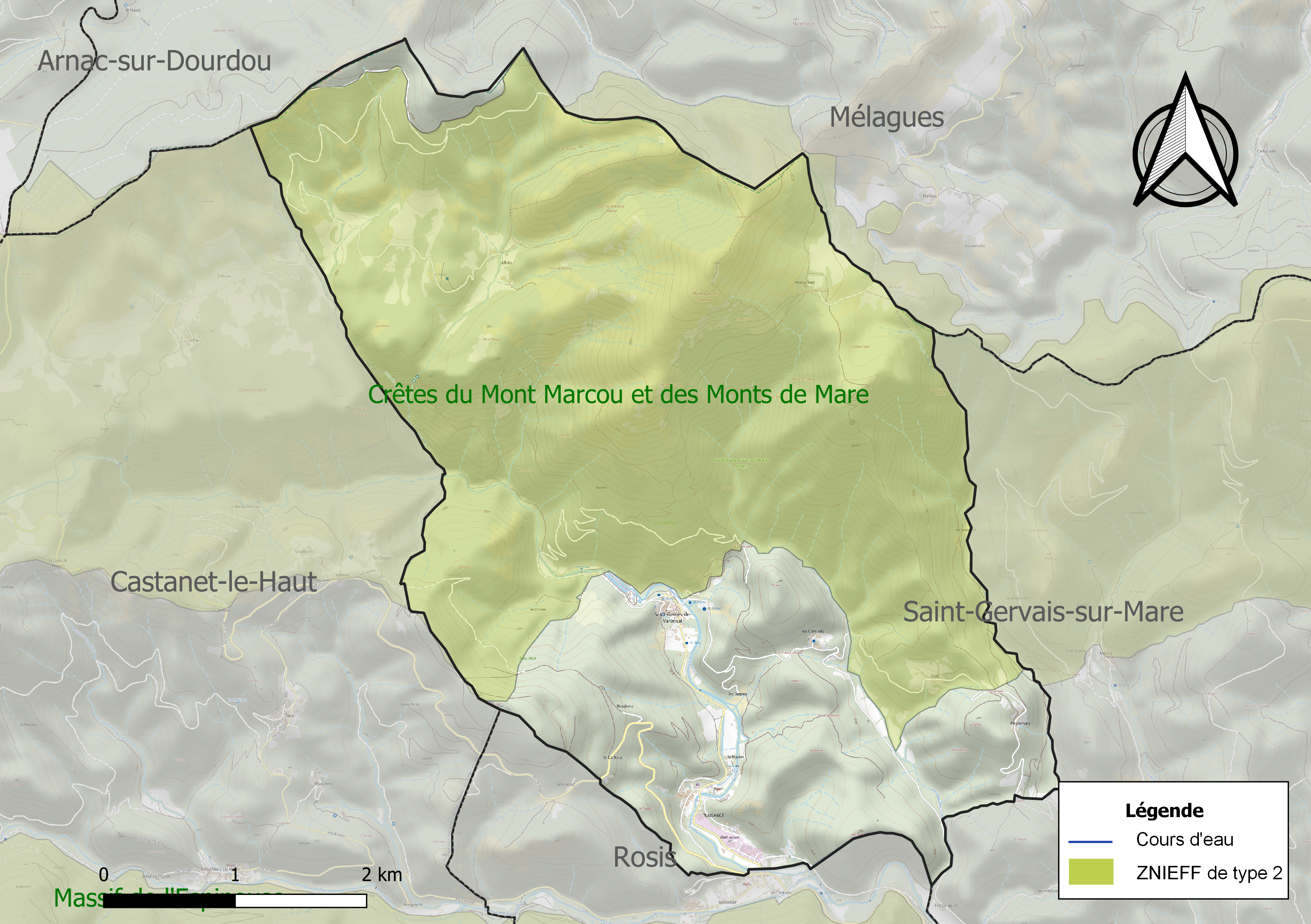
Carte de la ZNIEFF de type 2 sur la commune.

## Urbanisme

### Typologie
Au 1er janvier 2024, Saint-Geniès-de-Varensal est catégorisée commune rurale à habitat dispersé, selon la nouvelle grille communale de densité à sept niveaux définie par l'Insee en 2022.
Elle est située hors unité urbaine et hors attraction des villes,.

### Occupation des sols
L'occupation des sols de la commune, telle qu'elle ressort de la base de données européenne d’occupation biophysique des sols Corine Land Cover (CLC), est marquée par l'importance des forêts et milieux semi-naturels (86,6 % en 2018), une proportion identique à celle de 1990 (86,6 %). La répartition détaillée en 2018 est la suivante : 
forêts (62,5 %), milieux à végétation arbustive et/ou herbacée (24,1 %), zones agricoles hétérogènes (12,2 %), zones urbanisées (1,2 %). L'évolution de l’occupation des sols de la commune et de ses infrastructures peut être observée sur les différentes représentations cartographiques du territoire : la carte de Cassini (XVIIIe siècle), la carte d'état-major (1820-1866) et les cartes ou photos aériennes de l'IGN pour la période actuelle (1950 à aujourd'hui).

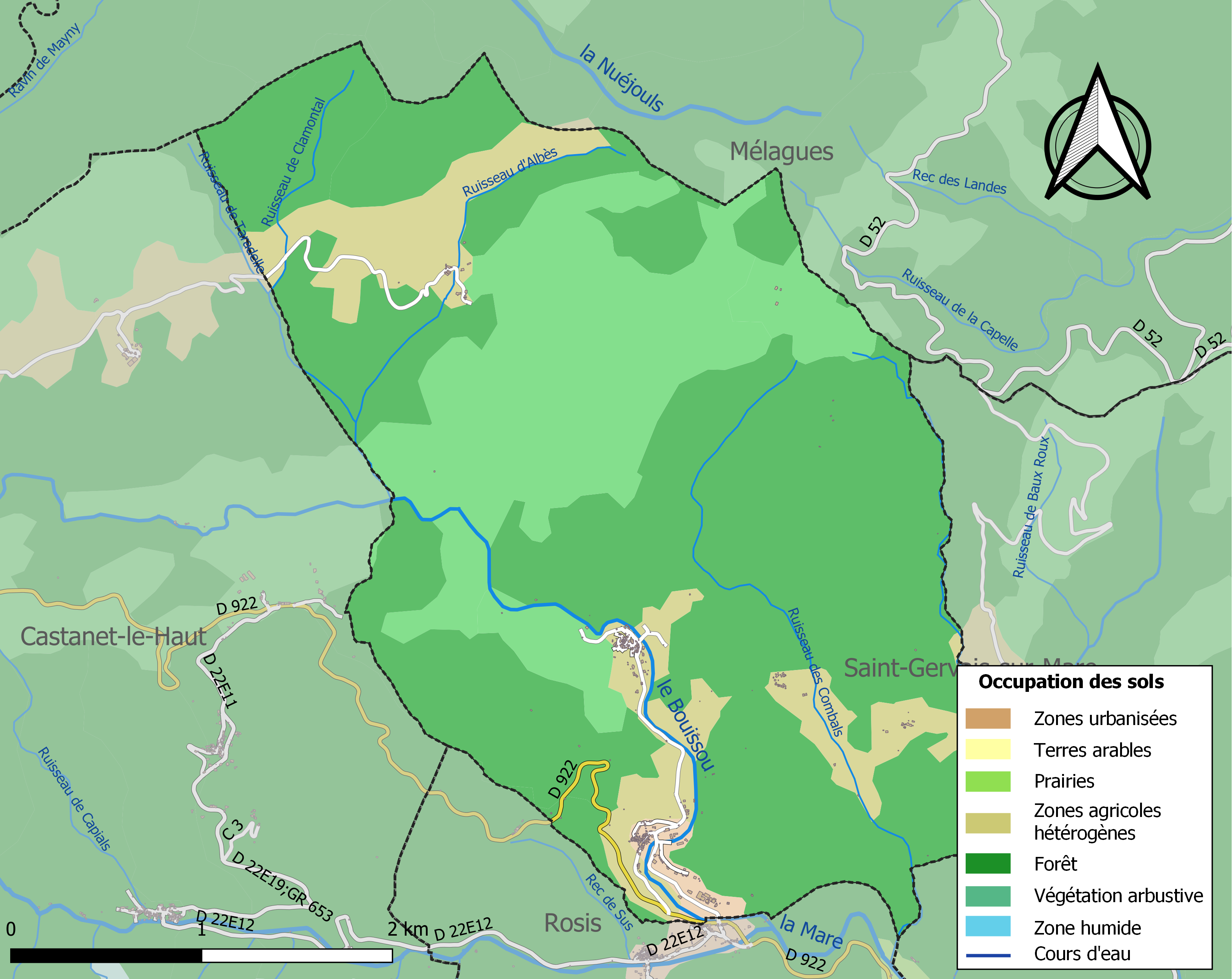
Carte des infrastructures et de l'occupation des sols de la commune en 2018 (CLC).

### Risques majeurs
Le territoire de la commune de Saint-Geniès-de-Varensal est vulnérable à différents aléas naturels : météorologiques (tempête, orage, neige, grand froid, canicule ou sécheresse) et séisme (sismicité très faible). Il est également exposé à un risque particulier : le risque de radon. Un site publié par le BRGM permet d'évaluer simplement et rapidement les risques d'un bien localisé soit par son adresse soit par le numéro de sa parcelle.

#### Risques naturels
Saint-Geniès-de-Varensal est exposée au risque de feu de forêt du fait de la présence sur son territoire. Un plan départemental de protection des forêts contre les incendies (PDPFCI) a été approuvé en juin 2013 et court jusqu'en 2022, où il doit être renouvelé. Les mesures individuelles de prévention contre les incendies sont précisées par deux arrêtés préfectoraux et s’appliquent dans les zones exposées aux incendies de forêt et à moins de 200 mètres de celles-ci. L’arrêté du 25 avril 2002 réglemente l'emploi du feu en interdisant notamment d’apporter du feu, de fumer et de jeter des mégots de cigarette dans les espaces sensibles et sur les voies qui les traversent sous peine de sanctions. L'arrêté du 11 mars 2013 rend le débroussaillement obligatoire, incombant au propriétaire ou ayant droit,.

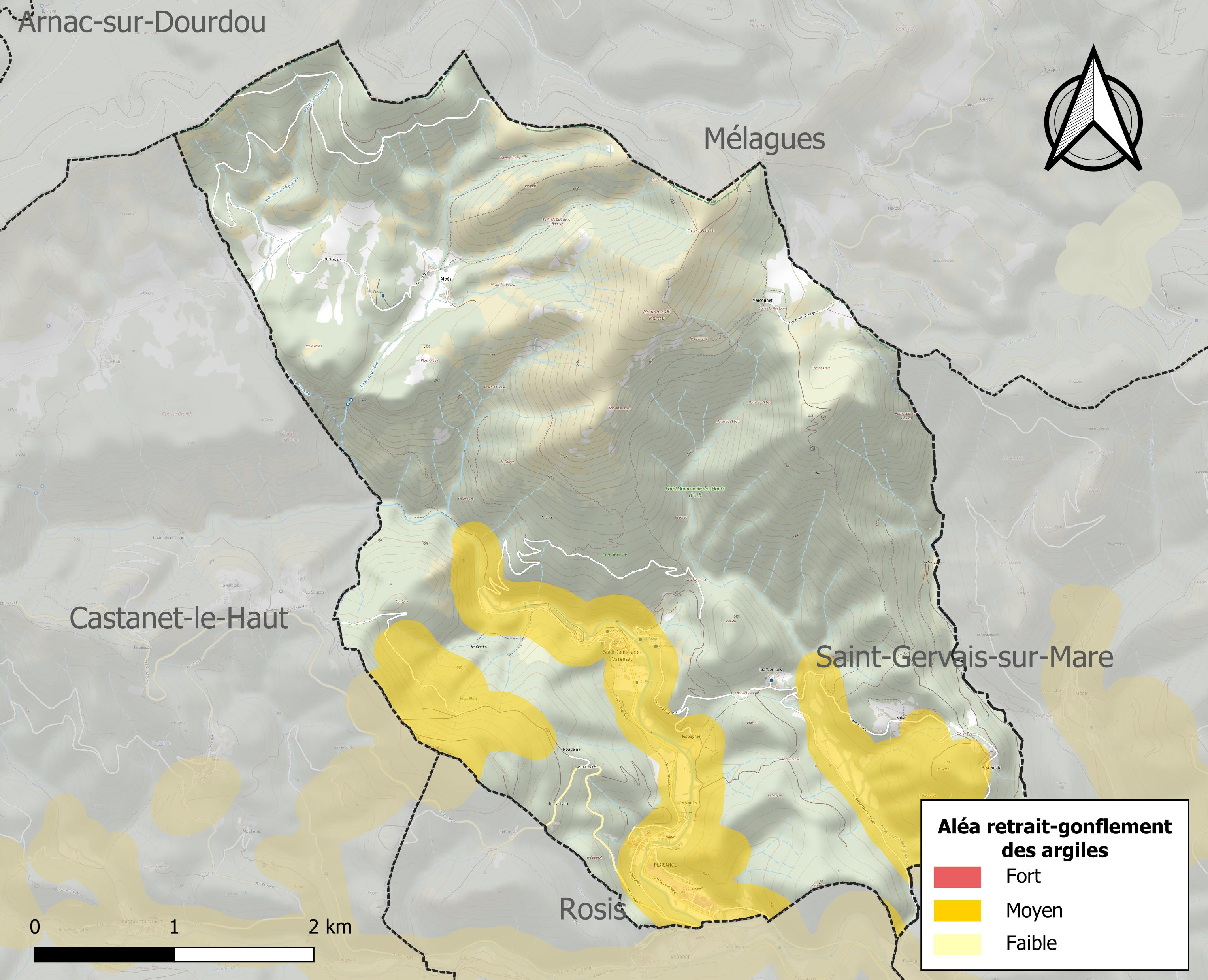
Carte des zones d'aléa retrait-gonflement des sols argileux de Saint-Geniès-de-Varensal.

Le retrait-gonflement des sols argileux est susceptible d'engendrer des dommages importants aux bâtiments en cas d’alternance de périodes de sécheresse et de pluie. 17,4 % de la superficie communale est en aléa moyen ou fort (59,3 % au niveau départemental et 48,5 % au niveau national). Sur les 137 bâtiments dénombrés sur la commune en 2019, 110 sont en aléa moyen ou fort, soit 80 %, à comparer aux 85 % au niveau départemental et 54 % au niveau national. Une cartographie de l'exposition du territoire national au retrait gonflement des sols argileux est disponible sur le site du BRGM,.
Par ailleurs, afin de mieux appréhender le risque d’affaissement de terrain, l'inventaire national des cavités souterraines permet de localiser celles situées sur la commune.
La commune a été reconnue en état de catastrophe naturelle au titre des dommages causés par les inondations et coulées de boue survenues en 1982, 1986, 1987, 1995, 1997 et 2014. 

#### Risque particulier
Dans plusieurs parties du territoire national, le radon, accumulé dans certains logements ou autres locaux, peut constituer une source significative d’exposition de la population aux rayonnements ionisants. Certaines communes du département sont concernées par le risque radon à un niveau plus ou moins élevé. Selon la classification de 2018, la commune de Saint-Geniès-de-Varensal est classée en zone 3, à savoir zone à potentiel radon significatif.

## Histoire
Saint-Geniès-de-Varensal appartenait au diocèse de Castres et à la sénéchaussée de Béziers. La commune était rattachée au Tarn lors de la création des départements. En vertu de la loi du 28 pluviôse an V (16 février 1797) qui échangeait les cantons d'Anglès et de Saint-Gervais, la commune a été rattachée à l'Hérault.
La paroisse de Saint-Geniès dépendait de l'abbaye de Villemagne-l'Argentière.
Un château aujourd'hui disparu, se dressait au-dessus de Saint-Geniès. Sa présence est citée dans les 3 compoix du XVIe siècle (1526, 1545, 1566). La tradition orale rapporte que des prêtres non jureurs se cachaient dans le village pendant la Révolution française. En 2014, la commune a été rattachée au canton de Clermont-l'Hérault.

## Politique et administration
| Période      | Période      | Identité          | Étiquette | Qualité                    |
| ------------ | ------------ | ----------------- | --------- | -------------------------- |
| 1947         | 1989         | Rémi Vergély      | SFIO-PS   | Employé des mines          |
| 1989         | janvier 2005 | Patrick Taurines  | PCF       |                            |
| janvier 2005 | En cours     | Jean-Claude Boltz | SE-DVG    | Retraité Fonction publique |

## Démographie
L'évolution du nombre d'habitants est connue à travers les recensements de la population effectués dans la commune depuis 1793. Pour les communes de moins de 10 000 habitants, une enquête de recensement portant sur toute la population est réalisée tous les cinq ans, les populations de référence des années intermédiaires étant quant à elles estimées par interpolation ou extrapolation. Pour la commune, le premier recensement exhaustif entrant dans le cadre du nouveau dispositif a été réalisé en 2004.

En 2022, la commune comptait 216 habitants, en évolution de +5,37 % par rapport à 2016 (Hérault : +7,49 %, France hors Mayotte : +2,11 %).
| 1793 | 1800 | 1806 | 1821 | 1831 | 1836 | 1841 | 1846 | 1851 |
| ---- | ---- | ---- | ---- | ---- | ---- | ---- | ---- | ---- |
| 256  | 324  | 304  | 241  | 288  | 310  | 307  | 306  | 315  |

| 1856 | 1861 | 1866 | 1872 | 1876 | 1881 | 1886 | 1891 | 1896 |
| ---- | ---- | ---- | ---- | ---- | ---- | ---- | ---- | ---- |
| 329  | 331  | 334  | 310  | 291  | 293  | 288  | 291  | 256  |

| 1901 | 1906 | 1911 | 1921 | 1926 | 1931 | 1936 | 1946 | 1954 |
| ---- | ---- | ---- | ---- | ---- | ---- | ---- | ---- | ---- |
| 277  | 274  | 257  | 298  | 380  | 365  | 345  | 302  | 295  |

| 1962 | 1968 | 1975 | 1982 | 1990 | 1999 | 2004 | 2006 | 2009 |
| ---- | ---- | ---- | ---- | ---- | ---- | ---- | ---- | ---- |
| 260  | 200  | 214  | 223  | 207  | 209  | 224  | 242  | 194  |

| 2014 | 2019 | 2022 | - | - | - | - | - | - |
| ---- | ---- | ---- | - | - | - | - | - | - |
| 203  | 216  | 216  | - | - | - | - | - | - |

## Économie

### Revenus
En 2018, la commune compte 72 ménages fiscaux, regroupant 139 personnes. La médiane du revenu disponible par unité de consommation est de 17 190 € (20 330 € dans le département).

### Emploi
|                | 2008   | 2013   | 2018   |
| -------------- | ------ | ------ | ------ |
| Commune        | 7,9 %  | 8,8 %  | 10,5 % |
| Département    | 10,1 % | 11,9 % | 12 %   |
| France entière | 8,3 %  | 10 %   | 10 %   |

En 2018, la population âgée de 15 à 64 ans s'élève à 140 personnes, parmi lesquelles on compte 68,4 % d'actifs (57,9 % ayant un emploi et 10,5 % de chômeurs) et 31,6 % d'inactifs,. En  2018, le taux de chômage communal (au sens du recensement) des 15-64 ans est inférieur à celui du département, mais supérieur à celui de la France, alors qu'en 2008 il était inférieur à celui de la France.
La commune est hors attraction des villes,. Elle compte 155 emplois en 2018, contre 144 en 2013 et 119 en 2008. Le nombre d'actifs ayant un emploi résidant dans la commune est de 82, soit un indicateur de concentration d'emploi de 190 % et un taux d'activité parmi les 15 ans ou plus de 51,2 %.
Sur ces 82 actifs de 15 ans ou plus ayant un emploi, 53 travaillent dans la commune, soit 65 % des habitants. Pour se rendre au travail, 43,1 % des habitants utilisent un véhicule personnel ou de fonction à quatre roues, 2,4 % les transports en commun, 16,8 % s'y rendent en deux-roues, à vélo ou à pied et 37,7 % n'ont pas besoin de transport (travail au domicile).

### Activités hors agriculture

#### Secteurs d'activités
7 établissements sont implantés  à Saint-Geniès-de-Varensal au 31 décembre 2019.
Le secteur de la construction est prépondérant sur la commune puisqu'il représente 42,9 % du nombre total d'établissements de la commune (3 sur les 7 entreprises implantées  à Saint-Geniès-de-Varensal), contre 14,1 % au niveau départemental.

#### Entreprises et commerces
L'économie traditionnelle de Saint-Geniès était une agriculture de montagne (ovins, seigle, un peu de vigne). Les châtaigneraies occupaient une forte partie du territoire.
Au XVIIIe siècle, s'est installé un moulin papetier à Plaisance.
Au XIXe et début du XXe siècle, les mines de charbons de Plaisance entretenaient une forte activité, qui a attiré une nombreuse population souvent venue de l'étranger dont l'Espagne.
Une ligne de chemin de fer reliant Plaisance à Bédarieux a été construite pour évacuer la production de houille (anthracite).
Depuis la fermeture des mines, la commune voit sa population diminuer.
Les bâtiments de la direction de la mine sont utilisés aujourd'hui par un centre pour adultes handicapés (C.A.T).
Les eaux de la rivière Bouissou sont exploitées par un élevage de truites.

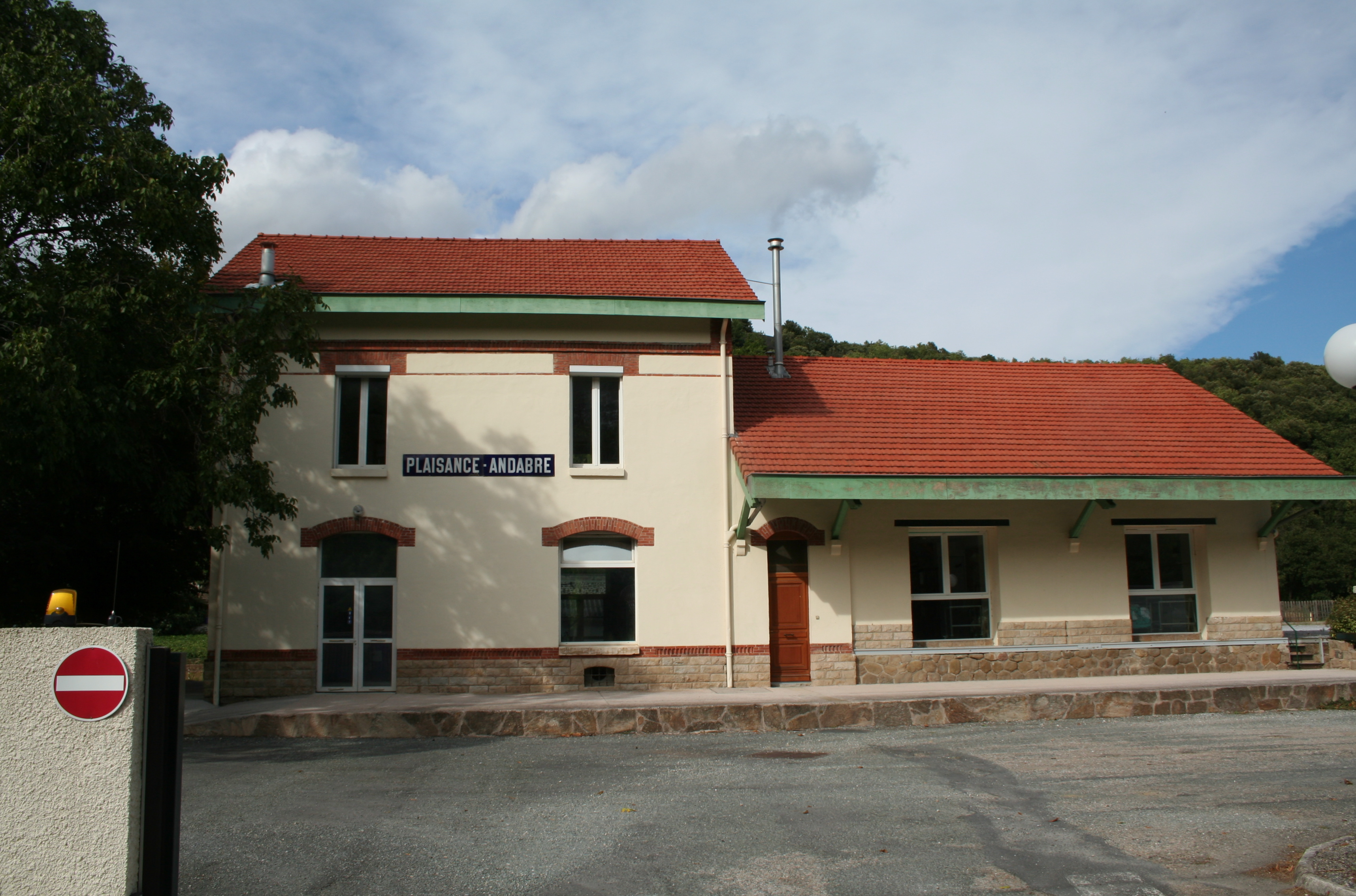
Ancienne gare de Plaisance.

Le nombre d'exploitations agricoles en activité et ayant leur siège dans la commune est de 2 lors du recensement agricole de 2020 et la surface agricole utilisée de 65 ha,.

## Culture locale et patrimoine

### Lieux et monuments

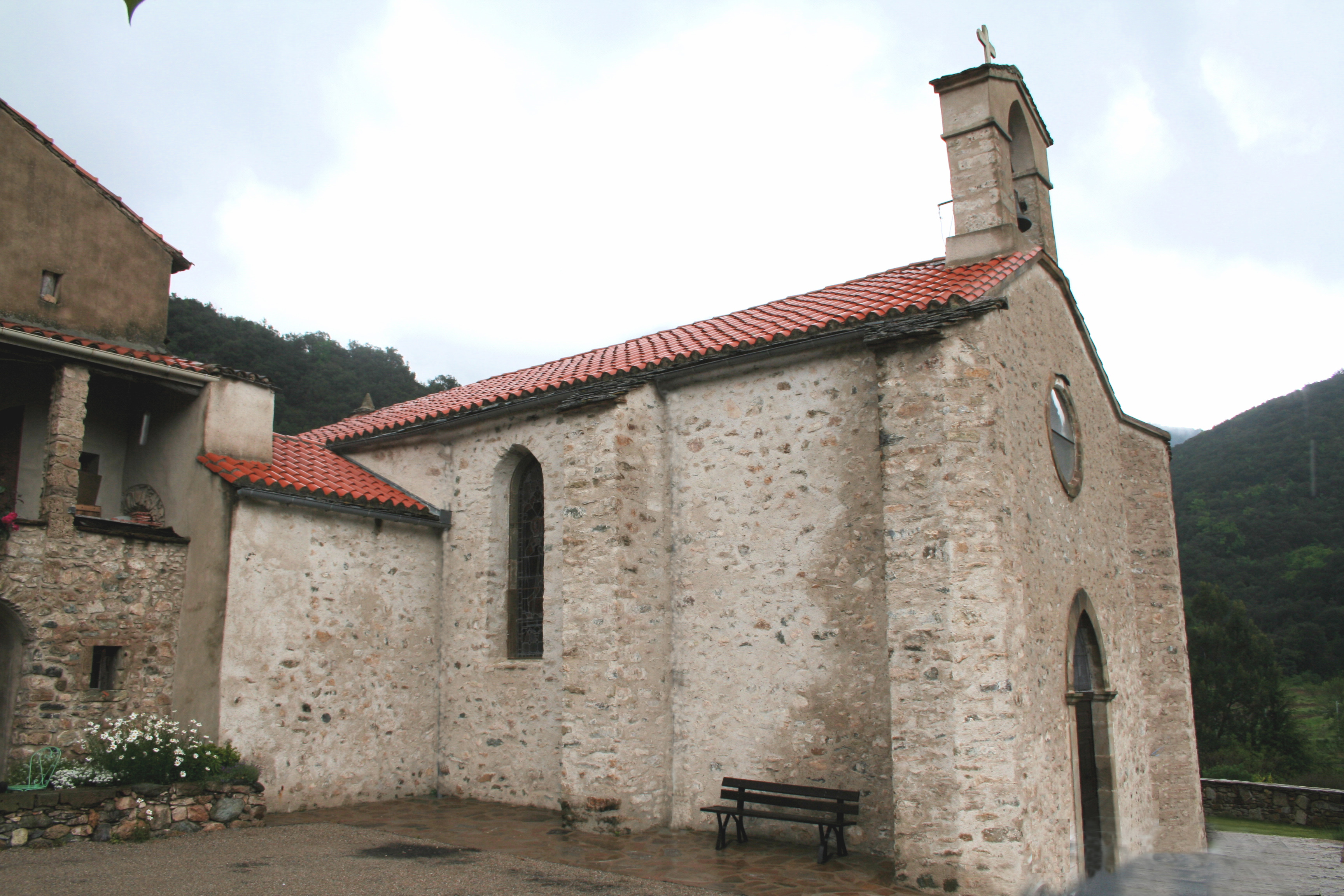
Église paroissiale.

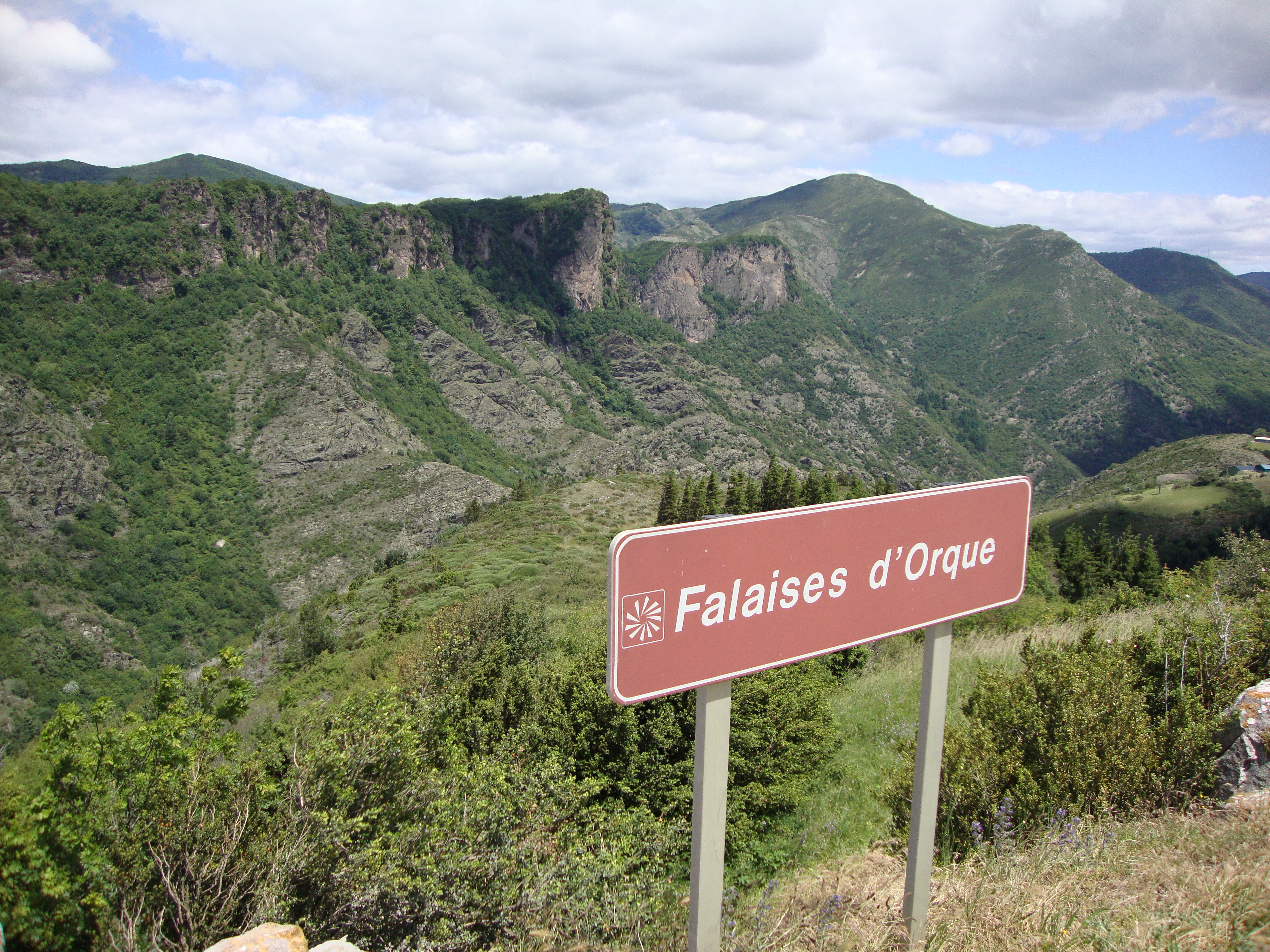
Castanet-le-Haut, vue sur les falaises d'OLQUES. (L'IGN a retenu le nom d'ORQUE).

- Église Saint-Geniès-de-Rome de Saint-Geniès-de-Varensal.
- Montagne de Marcou et le grand aven du Mont Marcou
- Falaises d'Orgue
- Grotte d'Albès

### Héraldique
|  | Les armoiries de Saint-Geniès-de-Varensal se blasonnent ainsi : d'or à deux tourteaux de gueules l'un sur l'autre. |